# Escirtonio
Escirtonio (en griego, Σκιρτώνιον) fue una antigua ciudad griega situada en Arcadia.
Pausanias dice que fue una de las poblaciones pertenecientes a los egiteos que se unieron para poblar Megalópolis en 371/0 a. C. Es citada también por Esteban de Bizancio.
Se ha sugerido que está relacionada con el distrito denominado Escirítide, citado por Tucídides y Jenofonte.